# 윤동환
윤동환([尹棟鐶, 1968년 3월 16일 ~ )은 대한민국의 배우이며 번역문학가이다.

## 이력
1992년 MBC 21기 공채 탤런트로 데뷔하였다. 대표작으로는 무소의 뿔처럼 혼자서 가라, 외투, 클럽 버터플라이 등의 영화와 억새바람, 폭풍의 계절, 《전쟁과 사랑》 등 다수의 TV 드라마가 있으며, 《주몽》, 《에덴의 동쪽》, 《돌아온 일지매》, 《추노》등에서 조연으로 출연하였다.
LG패션과 영에이지의 전속모델을 하기도 했으며, 2010년 6.2 지방선거 무소속 후보자로 서울 강동구 제2선거구 서울시의원 선거에 무소속 후보로 출마하였지만, 개표결과 총 6,977표를 얻어 6.44%의 득표율로 5명의 출마 후보 중 4위를 기록해 낙선했다.

## 학력
- 예일초등학교 (졸업)
- 경기고등학교 (졸업)
- 서울대학교 종교학과 (졸업)
- 폴 발레리 대학교 대학원 예술학과 (졸업)
- 동국대학교 문화예술대학원 영화영상학과 (졸업)
- 한국예술종합학교 영상대학원 예술학과 전문사 (졸업)

### 비학위 수료
- 미국 뉴욕의 뉴스쿨 16밀리 영화 워크샵 수료
- 미국 뉴욕 HB 스튜디오 연기 수업 참가과정 수료
- 미국 로스앤젤레스 리 스트라버그 연기학교 단기코스 수료
- 스페인 바르셀로나 대학교 스페인어연수과정 수료
- 미국 스타게이트 아카데미 연기 수업연구반 단편영화제작참여과정 수료

## 이외 이력
- 1997년:극단 유 1기 단원 연기 워크샵 참가
- 서울예술전문대학 연극학과 겸임교수 활동
- 한양대학교 연극영화학과 강사 활동

## 출연작

### 드라마
- 1992년 MBC 《억새 바람》
- 1993년 MBC 《나팔꽃》
- 1993년 MBC 《폭풍의 계절》
- 1993년 SBS 《결혼》
- 1995년 MBC 《전쟁과 사랑》
- 1996년 MBC 《이혼하지 않는 이유》
- 1996년 MBC 《사과꽃 향기》
- 1996년 SBS 《도시남녀》
- 1998년 KBS2 《진달래꽃 필 때까지》
- 2000년 MBC 《깁스가족》
- 2000년 MBC 《꽃보다 아름다운 그녀》
- 2002년 MBC 《난 왜 아빠랑 성이 달라?》
- 2006년~2007년 MBC 《주몽》
- 2008년~2009년 MBC 《에덴의 동쪽》
- 2009년~2010년 KBS 《추노》
- 2011년 MBC 《내 마음이 들리니》 - 장 박사 역
- 2012년 MBC 《무신》
- 2013년 MBN 《대한민국 정치비사》
- 2013년 JTBC 《맏이》

### 영화
- 1994년 《선유락》
- 1995년 《무소의 뿔처럼 혼자서 가라》
- 1997년 《외투》
- 2001년 《클럽 버터플라이》
- 2006년 《해변의 여인》
- 2009년 《약탈자들》
- 2009년 《황금시대》
- 2011년 《최종병기 활》
- 2013년 《불륜의 시대》
- 2013년 《무게》
- 2014년 《족구왕》
- 2014년 《미조》
- 2015년 《성난 화가》
- 2015년 《소수의견》
- 2018년 《숲속의 부부》

### 연극
- 1994년 《심바새매》
- 1997년 《파우스트》
- 2008년 《달의 기억력》

### CF
- 1992년 농심켈로그 현미후레이크
- 1992년 에스콰이아 영에이지 심플리트 (황진아와 공동출연)
- 1993년 대성가정학습 톱클레스
- 1993년 펩시콜라
- 1996년 LG패션 타운젠트
- 2014년 밀란 (하일성과 공동출연)

## 역서
- 《앞으로의 삶》, 크리슈나무르티 (아름나무: 2007) ISBN 978-89-959896-3-0

## 역대 선거 결과
| 실시년도 | 선거      | 대수 | 직책   | 선거구                | 정당   | 득표수  | 득표율         | 순위 | 당락 | 비고 |
| -------- | --------- | ---- | ------ | --------------------- | ------ | ------- | -------------- | ---- | ---- | ---- |
| 2010년   | 지방 선거 | 8대  | 시의원 | 서울 강동구 제2선거구 | 무소속 | 3,623표 | \| \| 6.44% \| | 4위  | 낙선 |      |
|          | 6.44%     |      |        |                       |        |         |                |      |      |      |